# Pierre-Alain Volondat
Pierre-Alain Volondat (28 juli 1962, Vouzon (Loir-et-Cher) is een Frans pianist en componist.

## Biografie
Pierre-Alain Volondat kreeg pianoles vanaf de leeftijd van zeven jaar. Hij toonde zich een getalenteerd pianist en kon al gauw starten met muziekonderricht aan het Conservatorium van Orléans. Vanaf 1979 vervolgde hij zijn studies aan het Conservatorium van Paris (piano en schriftuur). Hij behaalde er niet minder dan drie eerste prijzen: harmonie, kamermuziek en, in 1982, piano. Tegelijkertijd studeerde hij ook piano met Vera Moore, die les had gevolgd bij Leonard Borwick, die op zijn beurt een leerling van Clara Schumann was geweest.
Op 28 mei 1983, op de leeftijd van twintig jaar, won hij de Koningin Elisabethwedstrijd in Brussel. In de finale speelde hij het tweede pianoconcerto van Liszt. Hij kreeg er ook de prijs Koningin Fabiola, de prijs van het publiek én ‘la Médaille de Vermeil’, een unicum in de geschiedenis van dit prestigieuze muziekconcours. Tijdens de wedstrijd en bij de uitreiking van de prijs viel Volondat op door zijn ietwat ongewone, houterige houding. Na talloze buigingen kwam een medewerkster hem van het podium halen.
Pierre-Alain Volondat bouwde een internationale carrière uit, voornamelijk in België, Frankrijk en Japan. Zijn repertoire gaat van Bach tot Xenakis en hij componeert ook zelf.
- Bibliothèque nationale de France: cb139009160 (data)
- CiNii: DA13451862
- Gemeinsame Normdatei: 134548302
- International Standard Name Identifier: 0000 0001 1468 3963
- Library of Congress Control Number: n84172827
- MusicBrainz: 62f2fb9f-896e-41cf-9267-2dace551bec9
- Nationale Bibliotheek van Tsjechië: xx0121045
- Nationale Bibliotheek van Israël: 987007350313705171
- Nederlandse Thesaurus van Auteursnamen: 070493383
- Système universitaire de documentation: 15541643X
- Virtual International Authority File: 17409192
- WorldCat: E39PBJd3TbH49tP4g4d3j4XyBP